# Paronychia canariensis
Paronychia canariensis és una espècie de planta de la família de les Cariofil·làcies, la qual pot ser trobada molt comunament a zones xeròfiles a Gran Canària, Tenerife, La Palma, La Gomera i El Hierro (Illes Canàries), fins als 800 m.
És una planta llenyosa perenne amb tiges de base llenyosa. Les fulles són oposades, lanceolades, podent ser agudes o acuminades, amb estípules papiràcies. Les inflorescències són en cimes denses als extrems de les branques.